# Blaniulidae
Famille
Les Blaniulidae sont une famille de mille-pattes diplopodes de l'ordre des Julida (iules).

## Liste des sous-familles
Selon ITIS (9 sept. 2013) :
- sous-famille Blaniulinae Koch, 1847
- sous-famille Choneiulinae Brolemann, 1921
- sous-famille Nopoiulinae Verhoeff, 1911

## Liste des genres
Selon Catalogue of Life (9 sept. 2013) :
- genre Acipes
- genre Alpiobates
- genre Archiboreoiulus
- genre Archichoneiulus
- genre Blaniulus
- genre Boreoiulus
- genre Choneiulus
- genre Cibiniulus
- genre Iberoiulus
- genre Mesoblaniulus
- genre Microchoneiulus
- genre Monacobates
- genre Nopoiulus
- genre Occitaniulus
- genre Orphanoiulus
- genre Proteroiulus
- genre Sardoblaniulus
- genre Tarracoblaniulus
- genre Thassoblaniulus
- genre Vascoblaniulus
- genre Virgoiulus